# 能源生命週期溫室氣體排放
溫室氣體排放是發電對環境的影響中的一種。所謂能源生命週期溫室氣體排放（英語：Life-Cycle Greenhouse Gas Emissions of Energy Sources）是研究不同能源在其整個生命週期中的排放量，以評估其全球暖化潛勢（簡稱GWP）。通常評估僅對發電用能源進行，但有時也將提供熱能的能源作評估。研究結果是以能源產生的每單位電能的GWP為單位。量表以二氧化碳當量 (CO2e) 和電能單位千瓦時（kWh）表達。評估的目標是涵蓋能源整個生命週期中的每個階段，包括材料和燃料開採，到施工、營運和最終的廢棄物管理。
聯合國政府間氣候變化專門委員會（IPCC）於2014年將全球主要發電能源產生的二氧化碳當量數據予以統一化 - 透過分析數百篇評估每種能源的獨立科學論文來完成。煤碳是迄今為止排放最嚴重的能源，其次是天然氣。太陽能、風能和核能都是低碳能源。水力發電、生物質、地熱能和海洋能通常歸於低碳，但設計不當或其他因素可能會導致個別發電廠產生更高的排放量。
本文所討論的技術，並未將效率改進以及發佈以來二氧化碳當量的減少包括在內。例如風力發電的總生命週期排放量可能自發佈後已有減少。同樣的，研究所顯示的是第二代核反應爐的二氧化碳當量數據，而非第三代反應爐的。其他數據上的限制還有：a）缺乏某些生命週期階段的數據，b）對能源GWP的截止點界定存在不確定性。後者對於評估現實世界中的綜合電網非常重要，而非傳統上既定，將不同能源分開評估的做法。

## 幾項選定發電能源的GWP

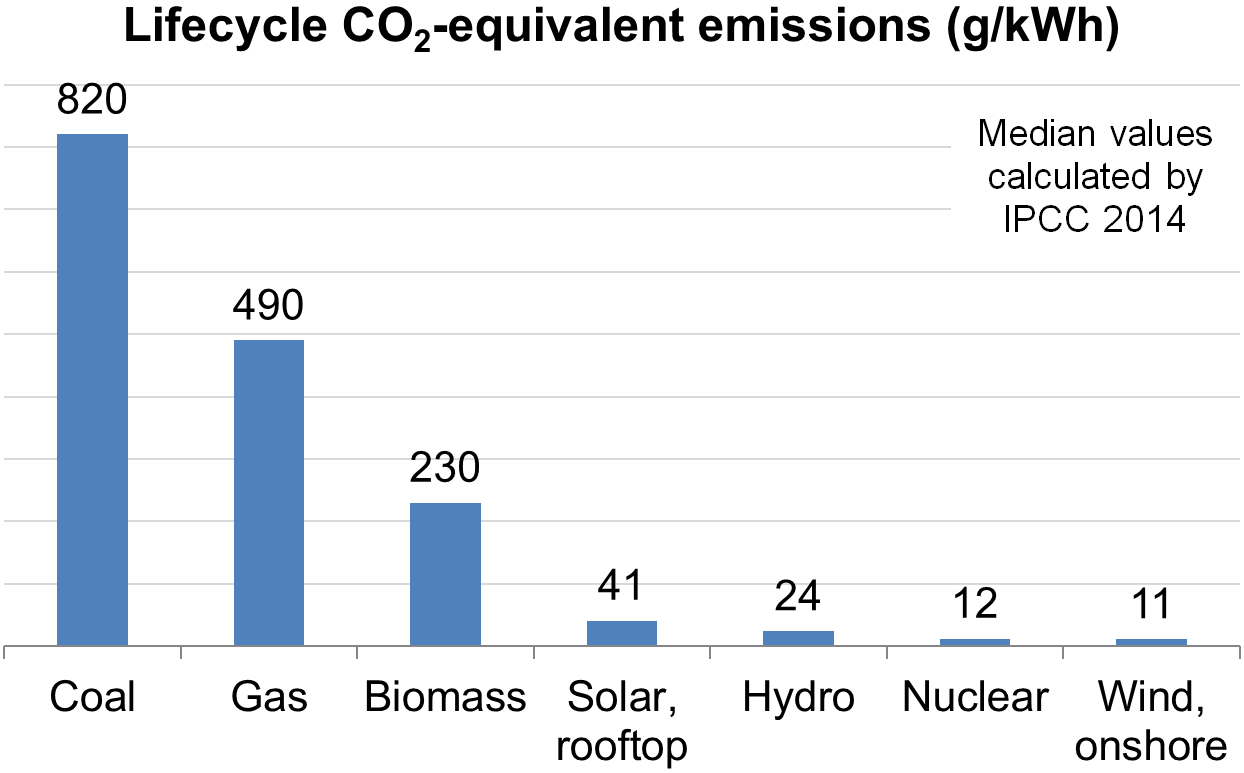
電力供應技術的生命週期溫室氣體排放中位數（資料來源：IPCC，2014年）。

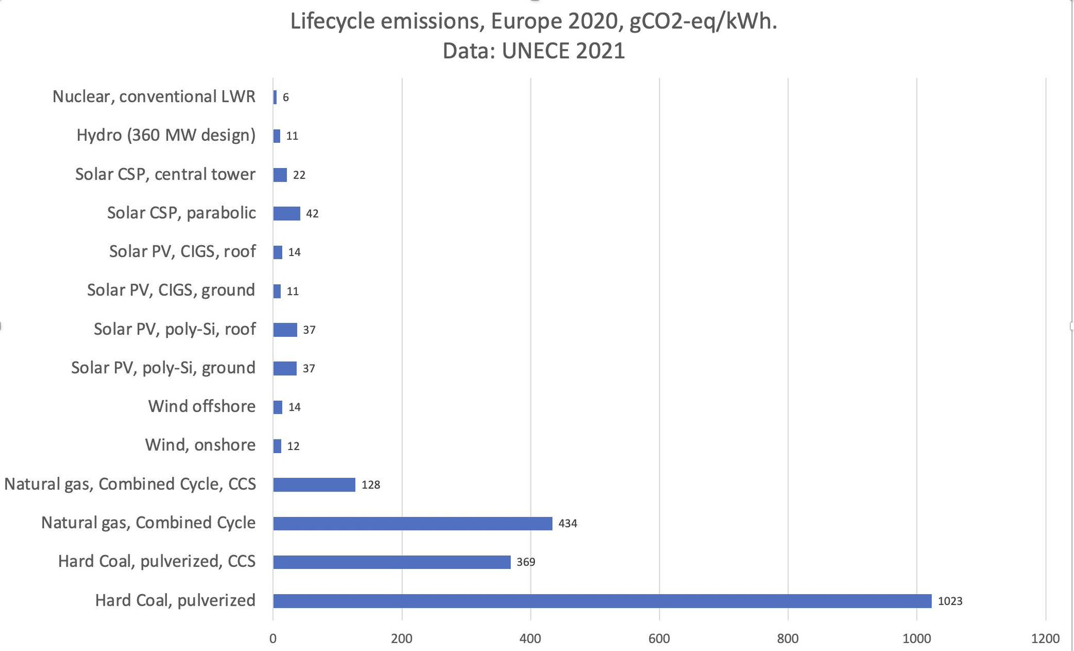
聯合國歐洲經濟委員會（UNECE）於2020年發表的生命週期溫室氣體排放數據，單位：gCO2eq/kWh。

| 能源                       | 最小值             | 中位數             | 最大值             |
| 目前已商業化的技術         | 目前已商業化的技術 | 目前已商業化的技術 | 目前已商業化的技術 |
| -------------------------- | ------------------ | ------------------ | ------------------ |
| 煤碳 – 燃煤鍋爐            | 740                | 820                | 910                |
| 天然氣 – 複循環燃氣爐      | 410                | 490                | 650                |
| 生物質– 專用               | 130                | 230                | 420                |
| 太陽能光電 – 公用事業規模  | 18                 | 48                 | 180                |
| 太陽能光電– 裝置於建物屋頂 | 26                 | 41                 | 60                 |
| 地熱能                     | 6.0                | 38                 | 79                 |
| 聚光太陽能熱發電           | 8.8                | 27                 | 63                 |
| 水力發電                   | 1.0                | 24                 | 22001              |
| 風力發電 - 離岸            | 8.0                | 12                 | 35                 |
| 核能發電                   | 3.7                | 12                 | 110                |
| 風力發電 - 陸上            | 7.0                | 11                 | 56                 |
| 尚未商業化的技術           |                    |                    |                    |
| 海洋能 (潮汐能及波浪能)    | 5.6                | 17                 | 28                 |

1 參見水庫對環境的影響#溫室氣體.
| 技術             | 技術                                    | gCO2eq/kWh |
| ---------------- | --------------------------------------- | ---------- |
| 無煙煤           | 燃煤鍋爐, 未裝置碳捕集與封存（CCS）設備 | 1000       |
| 無煙煤           | 複循環燃氣爐, 未裝置CCS設備             | 850        |
| 無煙煤           | 超臨界鍋爐, 未裝置CCS設備               | 950        |
| 無煙煤           | 燃煤鍋爐, 裝置CCS設備                   | 370        |
| 無煙煤           | 複循環燃氣爐，裝置CCS設備               | 280        |
| 無煙煤           | 超臨界鍋爐, 裝置CCS設備                 | 330        |
| 天然氣           | 天然氣複循環鍋爐, 未裝置CCS設備         | 430        |
| 天然氣           | 天然氣複循環鍋爐, 裝置CCS設備           | 130        |
| 水力發電         | 660百萬瓦                               | 150        |
| 水力發電         | 360百萬瓦                               | 11         |
| 核能             | 平均                                    | 5.1        |
| 聚光太陽能熱發電 | 塔式                                    | 22         |
| 聚光太陽能熱發電 | 槽式                                    | 42         |
| 太陽光能         | 多晶矽薄膜面板, 地面裝置                | 37         |
| 太陽光能         | 多晶矽薄膜面板, 屋頂裝置                | 37         |
| 太陽光能         | 碲化鎘薄膜面板, 地面裝置                | 12         |
| 太陽光能         | 碲化鎘薄膜面板，屋頂裝置                | 15         |
| 太陽光能         | 銅銦鎵硒薄膜太陽能面板, 地面裝置        | 11         |
| 太陽光能         | 銅銦鎵硒薄膜太陽能面板，屋頂裝置        | 14         |
| 風能             | 陸上                                    | 12         |
| 風能             | 離岸, 混凝土基礎                        | 14         |
| 風能             | 離岸, 鋼構基礎                          | 13         |

簡寫:
- PC — 粉煤燃燒鍋爐（英语：Pulverized coal-fired boiler），文中譯為燃煤鍋爐
- CCS —碳補集與封存
- IGCC — 綜合煤氣化聯合循環（英语：integrated gasification combined cycle），文中譯為複循環燃氣爐
- SC - 超臨界鍋爐
- NGCC - 複循環發電廠
- CSP - 聚光太陽能熱發電
- PV - 太陽能光電

## 生物能源與碳捕獲和儲存
截至2020年，使用生物能源時配置有碳捕集與封存設施（參見生物能源與碳捕獲和儲存），是否可實現碳中和或是碳的負排放，目前仍在研究中，且存在爭議。

## 2014年IPCC報告發表後進行的研究
由於個別研究所使用的方法不同，對於不同燃料排放的估計所得數值範圍很廣。那些給予低端估計者傾向於將生命週期的某些部分不列入分析，而那些給予高端估計者經常對生命週期的某些部分，所使用的能源數量會做出不切實際的假設。
自2014年的IPCC報告發表後，已發現一些地熱能會排放二氧化碳（例如在義大利的一些地熱能發電），到2020年代，對此的進一步研究仍在進行中。
海洋能技術（潮汐能和波浪能）技術相對較新，迄今對其進行的研究數量仍少。現有研究所發現的一個主要問題是在設備維護成本似乎遭到低估，而此方面的影響可能很重大。在約180項海洋技術評估報告中顯示，其GWP在15至105gCO2eq/kWh間變動，平均值為53gCO2eq/kWh。在2020年發佈的一項初步研究報告，顯示海面下潮汐風箏技術的環境影響（GWP）在15至37克間變動（中位數為23.8gCO2eq/kWh），略高於IPCC報告中提出的（5.6至28gCO2eq/kWh間變動，平均數為17gCO2eq/kWh）。
聯合國歐洲經濟委員會於2021年發佈關於電力生產技術生命週期環境影響的報告，列入的有：資源使用（礦物、金屬）、土地利用、資源利用（化石燃料）、用水、懸浮微粒、光化學臭氧形成、臭氧層耗竭、人體毒性（非癌症）、電離輻射、人體毒性（癌症）、優養化（陸地、海洋、淡水）、生態毒性（淡水）、酸化、氣候變化。
法國電力集團於2022年6月依照ISO 14040規範發佈詳細的生命週期評估研究，顯示法國核能基礎設施於2019年的排放低於4gCO2eq/kWh。

## 計算和估計發電設施壽命的截止時點
由於風能、太陽能和核能的大部分排放不是在發電運行期間產生，如果它們運行時間更長，且在使用壽命內能生產更多電力，導致每單位能量的排放會更少。因此這些發電設施的壽命具有相關性。估計風力發電廠可持續使用30年：而後需要將興建新電廠所產生的碳排放列入。 2010年代的太陽能光電模組可能具有相似的使用壽命，但2020年代製造的太陽能光電模組（例如鈣鈦礦薄膜面板），人們還不清楚能持續使用多久。有些核能發電廠可使用80年，也有核能發電廠可能因安全原因而須提前除役。截至2020年，估計全球有一半以上的核能發電廠將申請延役，有人呼籲要根據《跨界環境影響評估公約（1991年聯合國歐洲經濟委員會在芬蘭簽署的公約，並於1997年生效。）》對這些延役申請進行更詳盡的審查。
一些燃煤發電廠可能可運作長達50年，但也有燃煤發電廠可能會在20年或更短時間內必須關閉。根據於2019年發表的一項研究，透過技術經濟評估，將溫室氣體排放的時間價值列入考慮後，煤炭等碳密集型燃料的實際生命週期排放數字會大幅增加。

## 供熱的生命週期排放
在幾乎所有國家的住宅供暖中，天然氣爐產生的排放量都超過熱泵的排放量。但在包括英國的一些國家，2020年代中一直存在一場爭論，焦點是在住宅集中供暖的做法，是否氫氣較天然氣為佳，或是否要更多使用熱泵（或在某些情況下將規模擴充成為區域供暖）。

## 化石燃氣作為過渡燃料的爭議
截至2020年，印度、中國和德國等大量依賴煤碳作為能源的經濟體正在爭論是否應該使用天然氣作為從煤碳和石油轉為低碳能源的"過渡燃料"。德國於其能源轉型措施中宣佈，在2038年之前保留燃煤發電廠，但核能發電廠須立即關閉，而因此進一步增加該國對天然氣的依賴。

## 未予計入的生命週期階段
雖說估計每種能源的生命週期排放，應涵蓋能源從搖籃到墳墓的所有階段，而實際上的做法通常僅將建設和運營階段計入。研究最為完整的階段包括材料和燃料開採、建造、運營和廢棄物管理。然而許多能源的生命週期評估都存在未列入的階段。有時會造成評估的結果各不相同，甚至發生不一致，包括能源供應設施達到使用壽命後因除役而發生GWP的估算。（例如將供電站所在恢復為綠地狀態過程中產生的GWP）。例如水力發電大壩拆除過程通常被排除在外，原因是這情況很罕見，幾乎無實際數據可資利用。然而隨著大壩老化，拆除大壩將會變得普遍。世界級大型水壩，如胡佛水壩和三峽大壩，雖然希望透過維護而能"永遠"發揮作用，但此種時間估計難以數字化。因此某些能源的估計中通常將除役部分省略，而有其他能源會在評估中將除役階段列入考慮。
耶魯大學於2012年發表的核能評估報告中，所提的核融合碳排放為12gCO2-eq/kWhe（中位數，也是2014年IPCC核能數據的來源。）值得注意的是耶魯大學的報告及其數據中已包含核能發電設施除役的影响，即在完整的核能生命週期評估中包括有實施"設施除役作業"的GWP。
即使是使用低碳的生物質能、核能或地熱能的熱力發電廠也會直接在地球的地球能量收支中增加熱能。至於風力發電機，可能會改變水平和垂直的大氣環流。雖然前述兩者均可能會稍微改變局部地區的氣溫，但與溫室氣體引起的的巨大氣溫變化比較，它們對全球溫度造成的差異可能不易察覺。.

## 外部連結
- National Renewable Energy Laboratory. LCA CO2 emissions of all present day energy sources.
- Wise uranium CO2 calculator （页面存档备份，存于）